# Оштећења на стаклу
Оштећења на стаклу, корозија стакла или болести стакла, настају на овом, иначе јако стабилном производу, најчешће као последица штетних утицаја окружењу у коме се предмети употребљавају или чувају. Та оштећења праћена промена на стаклу, могу настати под утицајем физичког и хемијског оштећења и површинских наслага. И мада је од давнина познато да структура стакла, првенствено састављена од силиката, може остати стабилна и непромењена стотинама година, ипак под одређеним неповољним условима у окружења у коме се предмет налази може довести до разних оштећења. Чак и уз одговарајућу бригу о стаклу, може доћи до његовог оштећења. До физичког оштећења ретко долази приликом производње стакла, а начешће приликом употребе, манипулације, транспорта и складиштења предмета од стакла.

## Опште информације
Ново стакло је сјајно и блиставо, прооводно је и лако се чисти и одржава чистим. Супротно увреженом мишљењу, површина стакла није потпуно глатка. Она има оно што произвођачи стакла називају „решетке” или „саћасте” површине. Испод стакла микроскопом се откривају грубље површине уреза и рупа. Органски и неоргански загађивачи испуњавају ове рупе и хемијски реагују са стаклом, чврсто се вежу за његову површину. Као резултат тога, стакло лако постаје замрљано и обојено, тешко је кроз његагледати и тешко га је очистити и одржавати чистим.
Површина стакла такође поседују хидрофилна својства и временом се подвргнута процесу корозије, што ће њихову површину учинити грубљом, а тиме је оштетитиу, у неким случајевима неповратно. 

## Дестабилизација стакла
Баш као што метал рђа, и стакло је подвргнуто процесу корозије изазваној реакцијама између стаклене површине и гасова у атмосфери. Обично се повезује са влагом или паром кроз процес кондензације или реакцијом са алкалним раствором.
Стакло је хидрофилно, што значи да привлачи и задржава влагу. Сва стакла имају молекуларни слој влаге на површини. Када се овај слој повећава због влажности или падавина, он може замаглити видљивост и створити ризик за удобност или сигурност. Али највише од свега, у великој мери учествује у уништавању површине стакла.
Улога влаге
Вода је основни дестабилизатор стакла који доводи до хемијског оштећења и то механизмом измене јона (деалкализација). Постоје две врсте корозиј стакла водом — статичка и динамичка. 
- Статична водена корозија стакла је узрокована захватањем влаге из ваздуха и њеном акумулацијом на површину стакла.
- Динамичка корозија водом, настаје када се стакло расхлађује процесом кондензације.

Чак и једна капљица влаге на незаштићеном стаклу може произвести довољно оштећења да би она била видљива при добром осветљењу.
Деалкализација
Како су основна компонента стакла силицијум, оксиди алкалних и земноалкалних метала (обично Na2O и K2O) и као стабилизатор креч (CaO), код деалкализације, у влажној средини, негативно наелектрисани јони метала се екстрахују на површину стакла, формирајући хидроксиде калијума и натријума, а на њихово место долази позитивно наелектрисан хидронијум јон из воде. Резултат овог процеса је стварање хидратисаног површинског слоја богатог силицијумом. Степен и брзина растварања зависи од састава стакла, температуре, pH околине и количине воде која долази у контак са стаклом. Брзо повећање pH вредности узрокује брзо распадање стаклене површине.
Како је водоников јон, односно протон, доста мањи од алкалних јона које замењује и да гради јаку ковалентну везу са кисеоником, долази до скупљања и слабљења структурне мреже стакла, тако да она постаје подложна пропадању. 
После дужег излучивања алкалија уз присуство воде, долази до повећања pH вредности на површини стакла. Проценат алкалија временом се смањује, што се манифестује појавом јасног слоја силицијума који се прелива у дугиним бојама.
Киселине и раствори алкалија нападају стакло на различите начине. Алкалије нападају силицијум директно док киселине нападају алкалије у стаклу.
Када алкални раствор нападне стаклену површину, површина се једноставно отапа. Овај процес непрестано излаже нову површину која се потом отапа. Све док траје стварање алкалија, ова врста корозије се одвија једнаком брзином.
Корозија киселином се понаша сасвим другачије. Отапањем алкалија у саставу стакла, остављена је порозна површина која се састоји од мреже силицијум диоксида са отворима где је алкалија уклоњена киселином. Ова порозна површина успорава брзину напада јер киселина мора продрети у овај површински слој да би пронашла алкалије да се растопи.
Корозија водом слична је корозији киселине у тој алкалији која се уклања са стаклене површине. Водена корозија делује знатно спорије. На високим температурама, међутим, корозија воде може постати значајна. Пример су наочаре за парне котлове. Ови производи морају бити заштићени од прегрејане воде премазом који осигурава да се неће озбиљно ослабити.
Многи лабораторијски тестови су направљени за испитивање отпорности на корозију. Неке од њих имају за циљ убрзање корозије употребом високих температура или брушењем стакла до одређене величине зрна како би се изложило више површине дејству растварача који кородира. Након третмана у одређеном времену и на специфицираној температури, може се измерити губитак тежине стакла или се може одредити количина уклоњене алкалије.

## Видљива оштећења на стаклу
Иридизација стакла
Карактеристична је по живописним бојама (бојама дуге), које се мењају у зависности од угла под којим светлост пролази кроз стаклену површину. У почетној фази, она се јавља делимично по површини, а у каснијој фази оштећења стакла јавља се у виду љуспица које се одвајају од површине.
Замућење стакла
Када стакло губи своју оригиналну јасноћу и транспарентност оно постане прозрачно, долази до њенговог замућења.
Мехури или „клице“
Производ гасова који настају као последица дисоцијације карбоната, сулфата или хидтратисаних минерала из сировине шарже и који нису ослобођени из стаклене масе у току растапања и обликовања стакла, могу довести до појаве мехура или „клица“ у стаклу.
Напрслине
Ова врста оштећења на стаклу настаје услед механичког оштећења, или напрезања у структури стакла или услед смањења процента алкалија на површини стакла.28
Ако се излучивање алкалија настави, може доћи до појаве пукотина или рупа.
Млечно бели слој
Млечно бели слој на стаклу настаје као последица стварања хидратисаног силицијумовог слоја, који садржи веома малу концетрацију оксида натријума, калијума и калцијума. 
У почетном стадијуму на површини стакла уочавају се беле тачке или пруге, које постепено продубљују површину стакла и временом отпадају у виду малих кристала, остављајући рупу у стаклу. Са друге стране, млечно бели слој може да се развија по површини стакла, формирајући слојеве дебљине неколико микрометара. Овај слој може да садржи и друге елементе, коа што је олово, магнезијум, гвожђе и алуминијум.
Стрије
Унутар стакла могу насати стрије као последица грешке у производњи стакла, најчешће као последица нехомогености и нетачности у мерењу сировина. 
Због разлике у термичким особинама стакла и „стрија“, долази до напонског напрезања у том делу стакла, што има утицај на смањење његове чврстине.
Болест стакла
Болест стакла, која се одвија кроз више фаза, последица је хигроскопности алкалије, која лако апсорбују воду из ваздуха. То доводи до излучивања алкалија на површину стакла, које му дају магловит изглед и појаву рошења. 
Прва фаза болести („weeping“) настаје ако проценат влаге у ваздуху постане мањи, течност испари, на површини стакла а јављају се напрслине (познате као „crizzling“), које се временом шире и постају све више видљиве. 
Флуктација релативне влажности може утицати и на појаву љуспања са површине стакла, а настају код стакла са већим проценатом алкалија, а мањи проценат стабилизатора. Ова промена се најчешће јављају у музејским збиркама код средњовековног стакла.